# Stomatophyta
Stomatophyta là một nhánh chị em được đề xuất của Marchantiophyta (ngành Rêu tản), hợp thành Embryophyta (thực vật có phôi). Stomatophyta bao gồm Bryophyta (ngành Rêu), và các nhánh còn lại của thực vật có phôi, bao gồm Anthocerotophyta (ngành Rêu sừng). Stomatophyta có nghĩa là thực vật có khí khổng.
|  | Bryophyta (ngành Rêu)                                                                    |
|  |                                                                                          |
|  | \| \| Anthocerotophyta (ngành Rêu sừng) \| \| \| \| \| \| Polysporangiophyta \| \| \| \| |
|  |                                                                                          |
|  | Anthocerotophyta (ngành Rêu sừng)                                                        |
|  |                                                                                          |
|  | Polysporangiophyta                                                                       |
|  |                                                                                          |

|  | Anthocerotophyta (ngành Rêu sừng) |
|  |                                   |
|  | Polysporangiophyta                |
|  |                                   |

|  | Bryophyta (ngành Rêu)                                                                    |
|  |                                                                                          |
|  | \| \| Anthocerotophyta (ngành Rêu sừng) \| \| \| \| \| \| Polysporangiophyta \| \| \| \| |
|  |                                                                                          |
|  | Anthocerotophyta (ngành Rêu sừng)                                                        |
|  |                                                                                          |
|  | Polysporangiophyta                                                                       |
|  |                                                                                          |

|  | Anthocerotophyta (ngành Rêu sừng) |
|  |                                   |
|  | Polysporangiophyta                |
|  |                                   |

|  | Bryophyta (ngành Rêu)                                                                    |
|  |                                                                                          |
|  | \| \| Anthocerotophyta (ngành Rêu sừng) \| \| \| \| \| \| Polysporangiophyta \| \| \| \| |
|  |                                                                                          |
|  | Anthocerotophyta (ngành Rêu sừng)                                                        |
|  |                                                                                          |
|  | Polysporangiophyta                                                                       |
|  |                                                                                          |

|  | Anthocerotophyta (ngành Rêu sừng) |
|  |                                   |
|  | Polysporangiophyta                |
|  |                                   |

|  | Bryophyta (ngành Rêu)                                                                    |
|  |                                                                                          |
|  | \| \| Anthocerotophyta (ngành Rêu sừng) \| \| \| \| \| \| Polysporangiophyta \| \| \| \| |
|  |                                                                                          |
|  | Anthocerotophyta (ngành Rêu sừng)                                                        |
|  |                                                                                          |
|  | Polysporangiophyta                                                                       |
|  |                                                                                          |

|  | Anthocerotophyta (ngành Rêu sừng) |
|  |                                   |
|  | Polysporangiophyta                |
|  |                                   |